# Eriocrania semipurpurella
Eriocrania semipurpurella là một loài bướm đêm thuộc họ Eriocraniidae. Nó được tìm thấy ở châu Âu. The species closely resembles Eriocrania sangii.

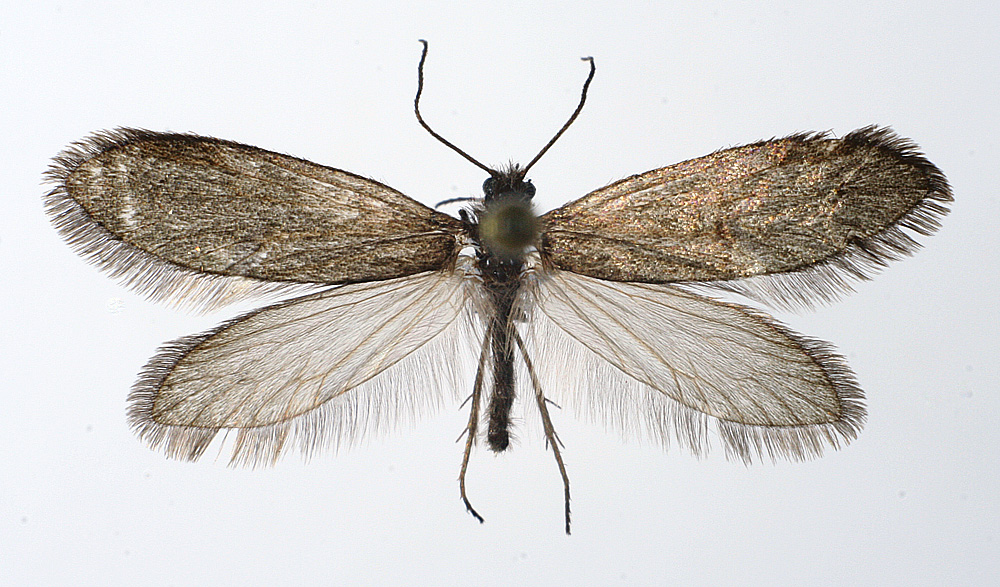
Mounted

Sải cánh dài 10–16 mm. Con trưởng thành bay từ tháng 3 đến tháng 4 tùy theo địa điểm.
Ấu trùng ăn bạch dương.

## Hình ảnh

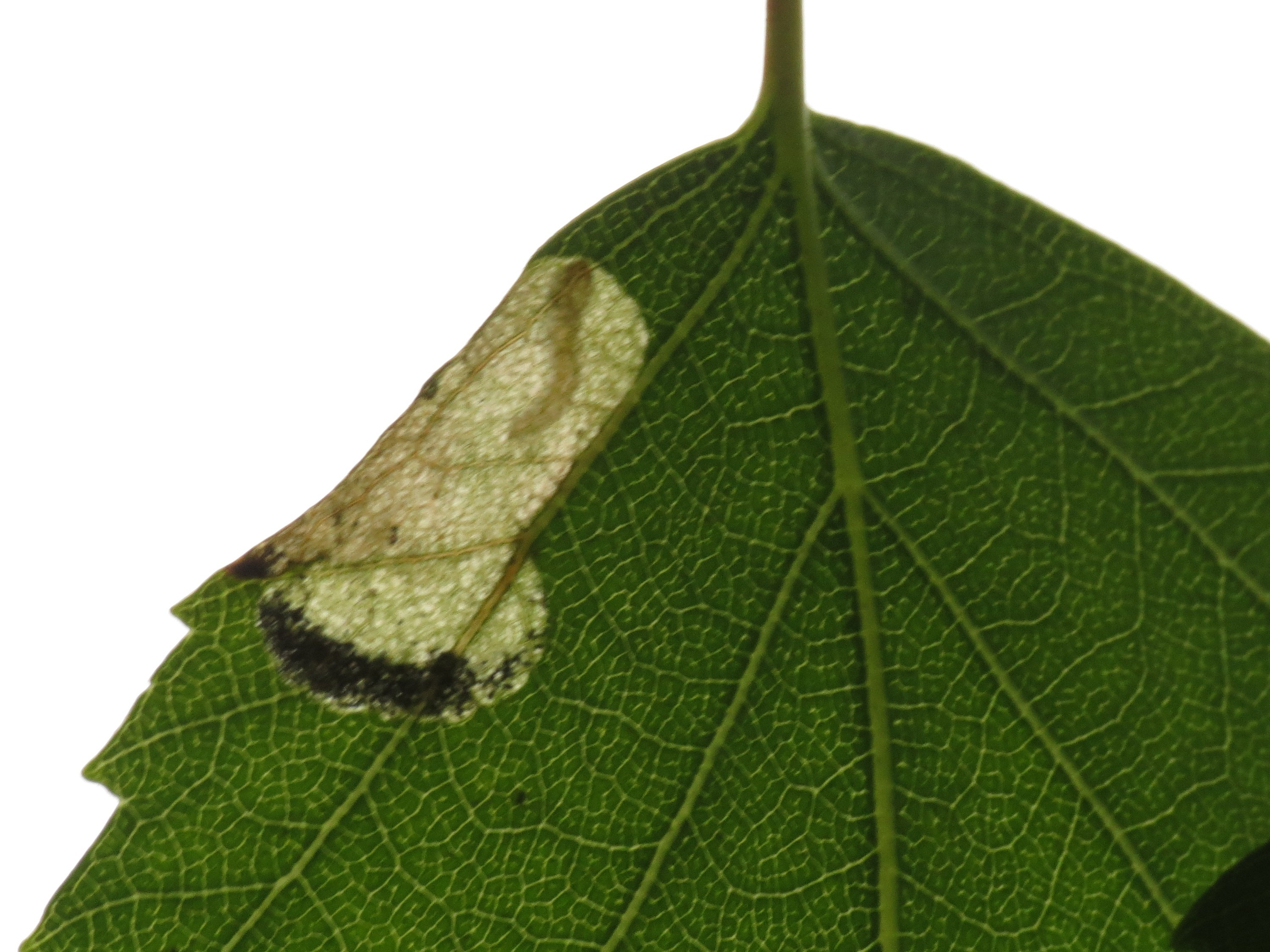
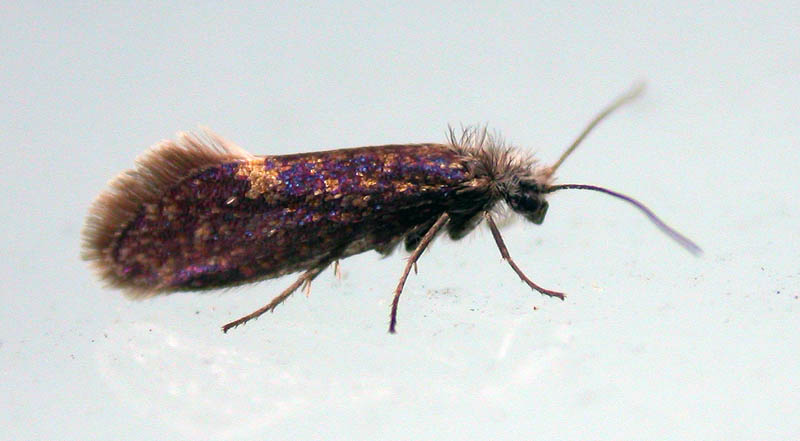
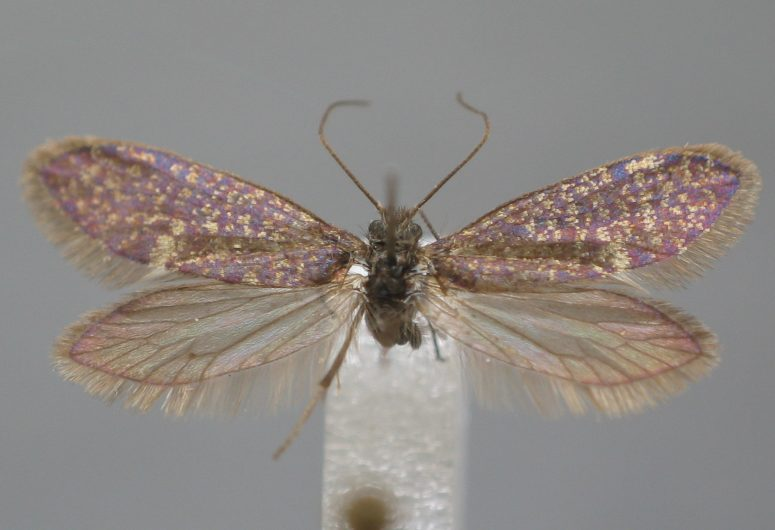
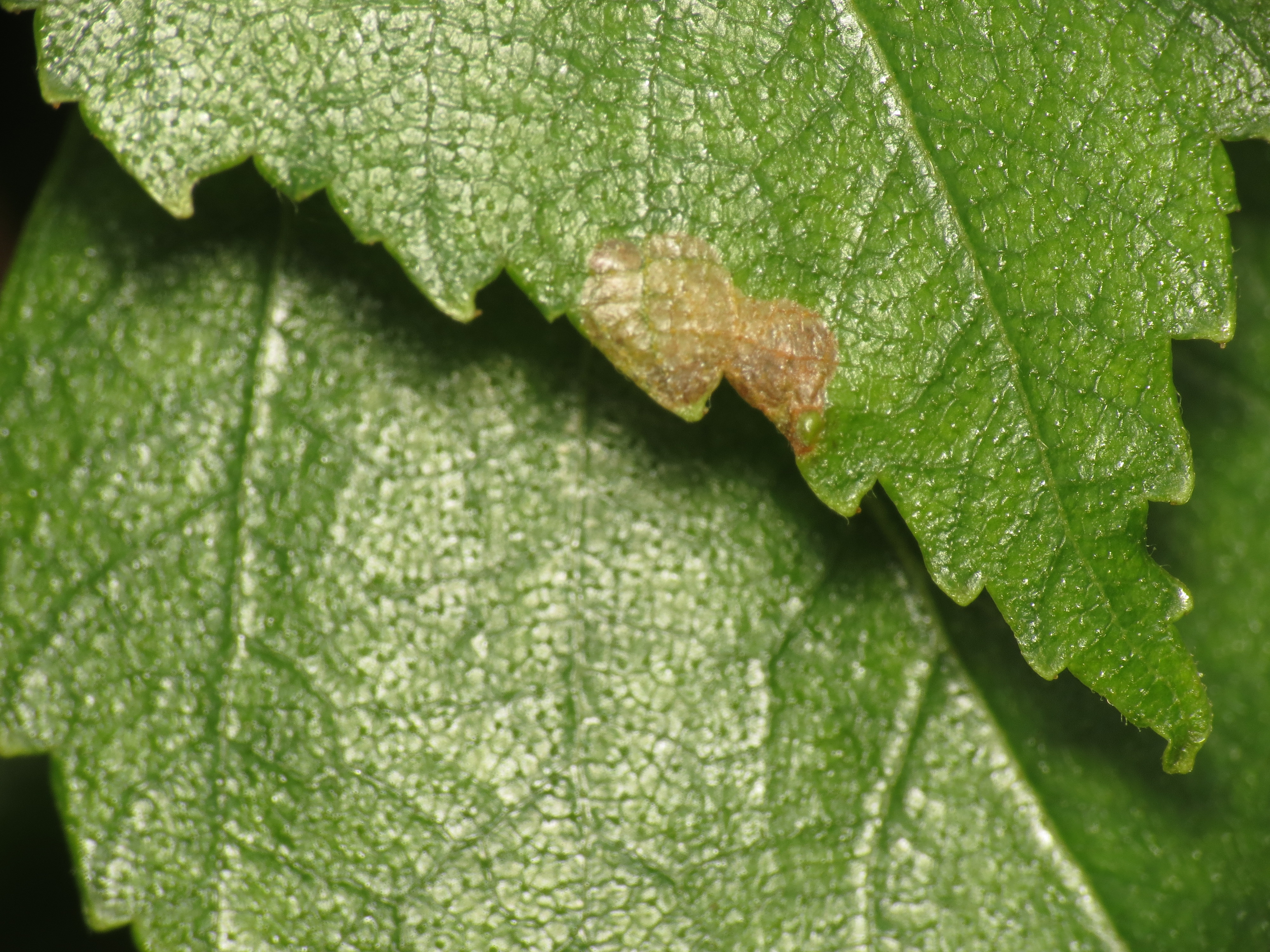